# Ursula Meyer (Autorin)

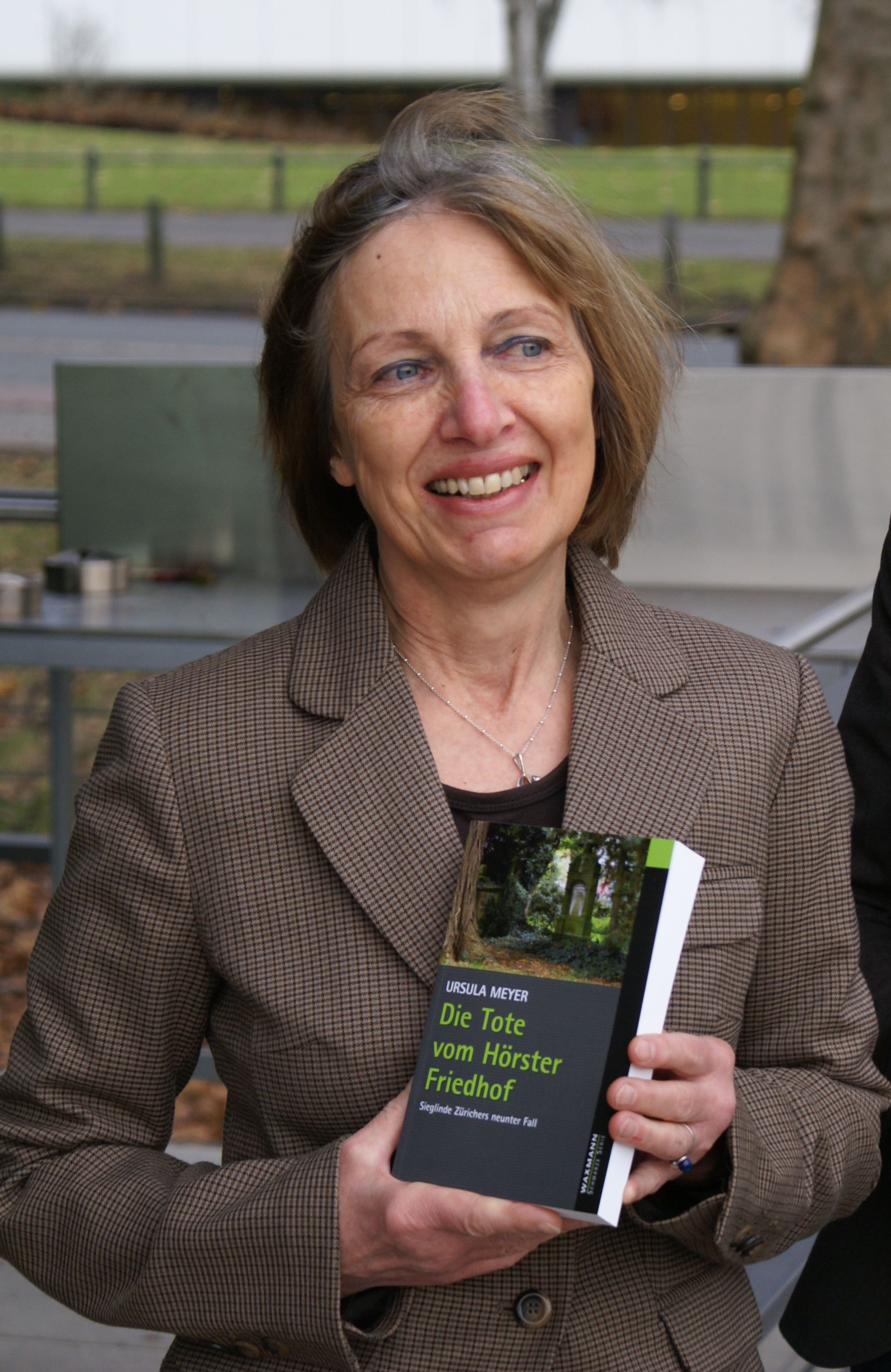
Ursula Meyer bei einer Buchvorstellung in Münster am 28. November 2008

Ursula Meyer, geborene Krüger (* 22. Juli 1947 in Königstein im Taunus), ist eine deutsche Autorin von Kriminalromanen.

## Leben
Sie wurde als Ursula Krüger geboren, machte 1966 Abitur in Köln-Bayenthal und studierte ab 1966 Romanistik und Geographie an der Universität Köln. 1971 legte sie hier das Erste Staatsexamen ab. Sie arbeitete zunächst als wissenschaftliche Hilfskraft am Romanischen Seminar der Universität Köln, ab 1973 dann als Referendarin am Studienseminar Koblenz. Nach ihrem Zweiten Staatsexamen 1974  unterrichtete sie am Gymnasium Nonnenwerth, bis sie im Februar 1975 mit ihrem Ehemann nach Wien zog. Im Wintersemester 1980/81 begann sie ein Studium der Französischen und Spanischen Philologie sowie der Philosophie an der Universität Wien. 1982 wurde sie an der Universität Köln mit einer Arbeit über die französische Schriftstellerin Albertine Sarrazin promoviert.
Seit 1998 schreibt Meyer eine Serie von Regionalkrimis über die Kommissarin Sieglinde Züricher von der Mordkommission der Kripo Münster. Kennzeichen der Romane sind stets eine Dienstreise Zürichers und ein literarisches Motiv. Neben der Krimihandlung wird auch das Privatleben Zürichers thematisiert, beispielsweise das angespannte Verhältnis zu ihrem Mann oder Problem mit ihrer Tochter Kerstin. Die Figuren altern in jedem Buch entsprechend der realen Zeit.
Ursula Meyer ist Mitglied in der „Autorengruppe deutschsprachige Kriminalliteratur“ – Das Syndikat und bei den Sisters in Crime. Sie ist verheiratet, hat zwei Töchter und lebt abwechselnd in Münster und Wien.

## Werke

### Romane über Sieglinde Züricher
- Endstation Aasee, Waxmann, Münster, 1998
- Münster – Weimar und zurück, Waxmann, Münster, 1999
- Rosen aus Münster, Waxmann, Münster, 2001
- Auf der Promenade wartet der Tod, Waxmann, Münster, 2002
- Das Haus am Maikottenweg, Waxmann, Münster, 2003
- ...brenne auf mein Licht, Waxmann, Münster, 2004
- Der Tod kennt keinen Stundenplan, Waxmann, Münster, 2006
- Tod im Spieker, Waxmann, Münster, 2007
- Die Tote vom Hörster Friedhof, Waxmann, Münster, 2008
- Rotkehlchen – Todkehlchen, Waxmann, Münster, 2018 ISBN 978-3830938880
- Schatten über Mauritz, Waxmann, Münster, 2022 ISBN 978-3-8309-4613-7

### Andere Kriminalromane
- Pferd ohne Reiter, Waxmann, Münster, 2010